# Odontomelus pallidus
Odontomelus pallidus är en insektsart som beskrevs av Sjöstedt 1912. Odontomelus pallidus ingår i släktet Odontomelus och familjen gräshoppor. Inga underarter finns listade i Catalogue of Life.